# I mucchi di fieno
I mucchi di fieno o I covoni (Les Meules) è il titolo di una serie di quadri impressionisti dipinti da Claude Monet. Il nome si riferisce in termine stretto, ai venticinque dipinti (W1266-1290, secondo la numerazione adottata da Daniel Wildenstein nel suo catalogo ragionato delle opere di Claude Monet) iniziati dopo il raccolto di fine estate 1890 e continuato fino ai primi mesi del 1891. La serie ha per oggetto principale dei covoni di grano che si trovavano in un campo vicino alla casa dell'artista a Giverny, nell'Eure, in Normandia.
La particolarità di questa serie è quella di ripetere lo stesso modello per mostrare i diversi effetti della luce e dell'atmosfera col passare dei giorni, delle stagioni, e delle condizioni meteorologiche, ma anche al variare dell'ambiente circostante e delle prospettive. Quindici di questi venticinque dipinti sono stati presentati al pubblico per la prima volta, in una mostra organizzata dalla galleria di Parigi Paul Durand-Ruel, dal 5 al 20 maggio 1891; ciò fa sì che si possa considerare questa serie come la prima realmente progettata e pensata come tale da Monet.

## Il motivo dei covoni a Giverny nell'opera di Claude Monet

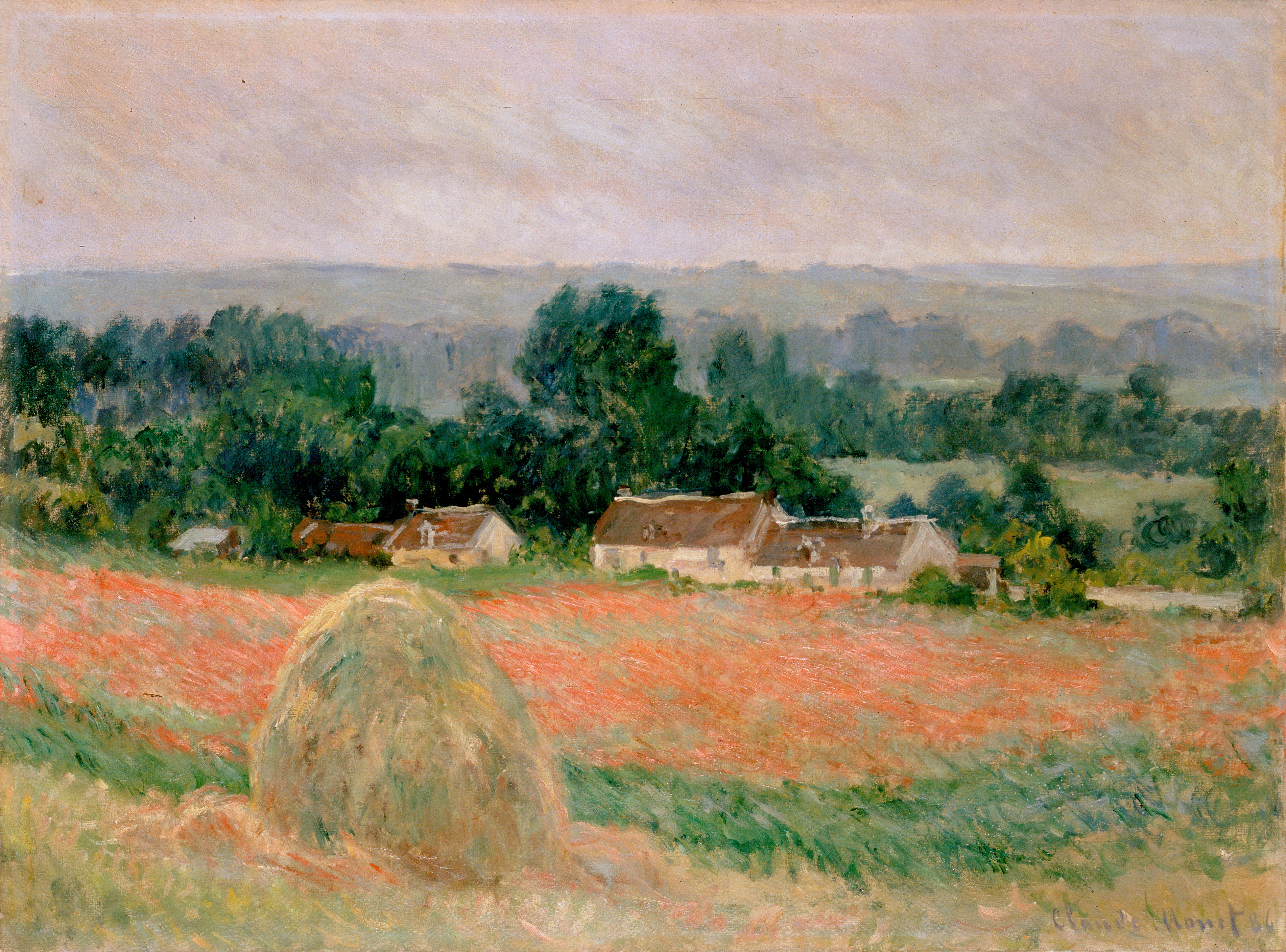
Claude Monet, Il mucchio di fieno [W1073], 1886, olio su tela, 60,5×81,5 cm, Ermitage, San Pietroburgo.

Monet si trasferì a Giverny alla fine dell'aprile 1883. Da allora il tema della campagna circostante divenne uno delle sue costanti iconografiche. Tra il 1883 ed il 1888 dipinse diverse tele con il motivo dei covoni: tre nel 1884 (Covoni, effetto di sera, Covoni, sole velato, Covoni a Giverny, W900-902), tre altri nel 1885 (Covoni a Giverny, Prato à Giverny, W993-994, Il mucchio di fieno, W995), due ancora nel 1886 (Il mucchio di fieno, Vista di Giverny, W1073-1074).

### Prima bozza della serie dei Covoni nella stagione 1888-1889

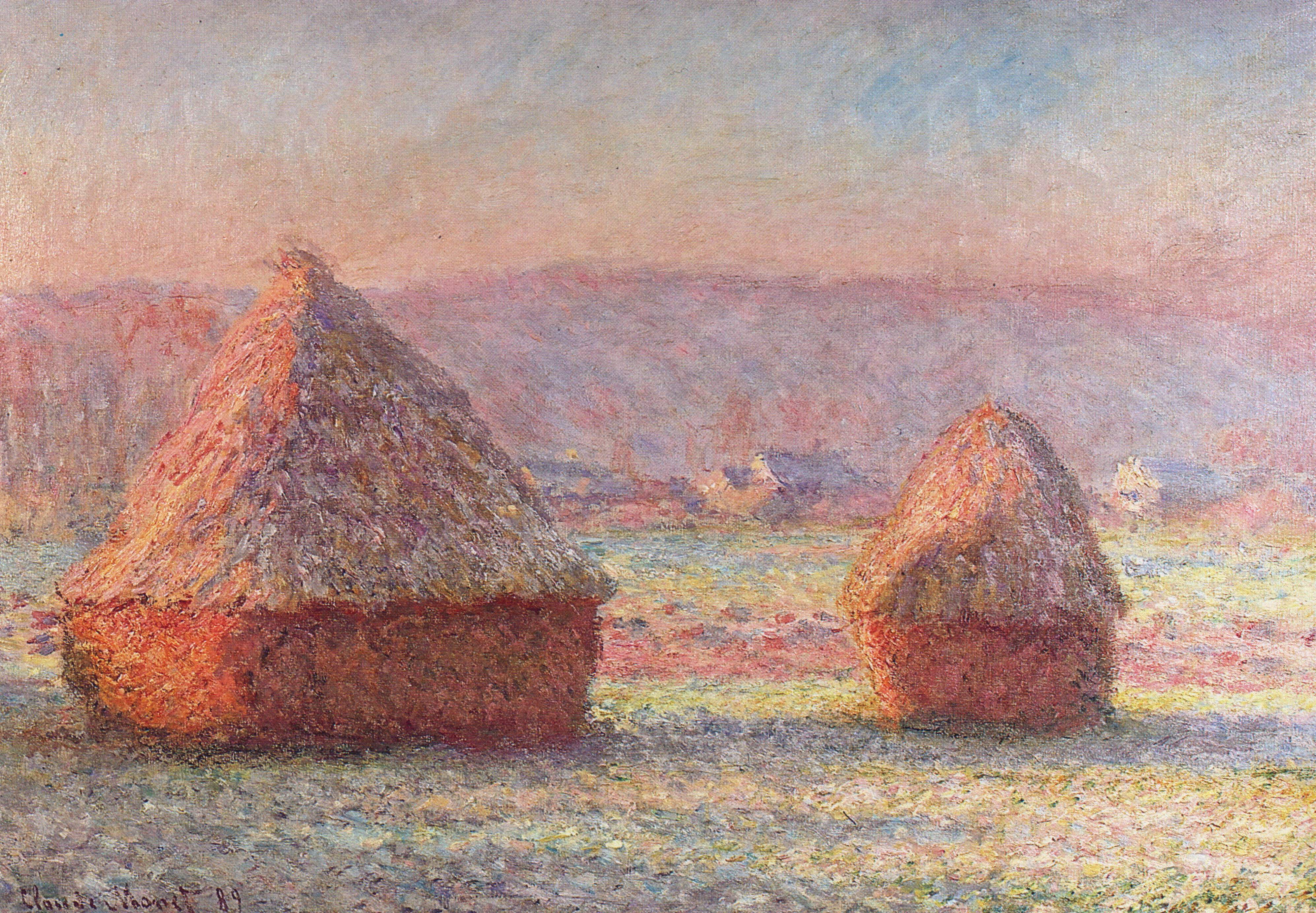
Claude Monet, I covoni, effetto di gelata bianca [W1215], 1889, olio su tela, 65 × 92 cm, Hill-Stead Museum, Farmington, CT, USA

La prima volta, in cui Monet erigerà i covoni di grano come soggetto principale di una serie di cinque dipinti nella stagione 1888-1889. I primi tre (W1213-1215) presentano, in un campo mietuto, due covoni allineati fianco a fianco, quello di destra molto più alto rispetto a quello di sinistra, mentre sullo sfondo si notano alcune case di Giverny. Per gli altri due (W1216-17), Monet si girò verso sinistra, e scelse di rappresentare solo un covone, mentre sullo sfondo spiccano i pioppi. Tuttavia, il maltempo e problemi di salute lo costrinsero a fermarsi.

### La serie deiCovonidella stagione 1890-1891
Solo due anni più tardi, dopo il raccolto del 1890, Monet tornò ai mucchi di grano o fieno. L'inizio è attestata dalla lettera del 7 OTTOBRE 1890 inviata a Gustave Geffroy.

## Interpretazione

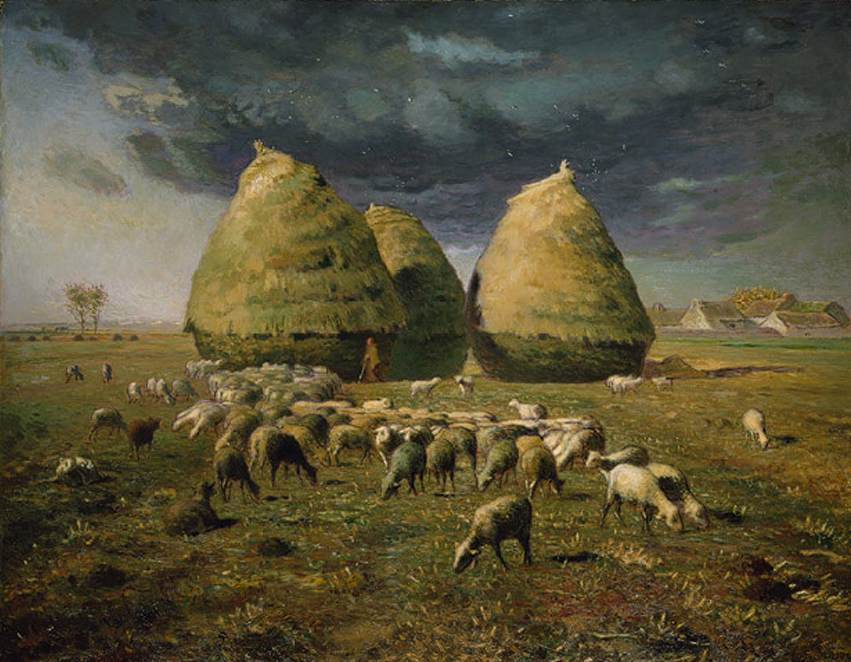
Jean-François Millet, Covoni: Autunno, vers 1874, olio su tela, 85 × 100cm, Metropolitan Museum of Art, New York.

Il motivo dei covoni di grano non è nuovo nella pittura. Jean-François Millet per esempio li rappresenta dietro le spigolatrici (1857), o dietro un gregge di pecore in Covoni: Autunno (verso il 1874). 

## Galleria d'immagini

### La serie deiCovonidella stagione 1890-1891
| Illus. | Titolo                                 | Museo                         | Città                    | Paese         | Dimensioni (cm) | Anno      | #     |
| ------ | -------------------------------------- | ----------------------------- | ------------------------ | ------------- | --------------- | --------- | ----- |
|        | Covoni, fine dell'estate               | Musée d'Orsay                 | Paris                    | Francia       | 60,5 × 100,5    | 1891      | W1266 |
|        | Covoni, grande sole                    | Hill Stead Museum             | Farmington (Connecticut) | USA           | 60 × 100        | 1890      | W1267 |
|        | Covoni al sole, effetto di mattino     | collezione privata            |                          |               | 65 × 100        | 1891      | W1268 |
|        | Covoni (fine dell'estate)              | Institut d'art de Chicago     | Chicago                  | USA           | 60 × 100        | 1891      | W1269 |
|        | Covoni (fine del giorno, autunno)      | Art Institute of Chicago      | Chicago                  | USA           | 65,8 × 101      | 1891      | W1270 |
|        | Covoni al sole, mezzogiorno            | National Gallery of Australia | Canberra                 | Australia     | 65,6 × 100,6    | 1890-91   | W1271 |
|        | Covoni, ultimi raggi del sole          | collezione privata            |                          |               | 73 × 92         | 1890      | W1272 |
|        | Covoni                                 | collezione privata            |                          | USA           | 73 × 92         | 1891      | W1273 |
|        | Covoni, effetto di neve                | Shelburne Museum              | Shelburne                | USA           | 60 × 100        | 1891      | W1274 |
|        | I Covoni, inverno                      | collezione privata            |                          | Svizzera      | 65 × 100        | 1890-1891 | W1275 |
|        | Covoni, effetto di neve, il mattino    | J. Paul Getty Museum          | Los Angeles              | USA           | 65 × 100        | 1891      | W1276 |
|        | Covoni, effetto di neve                | National Gallery of Scotland  | Edimburgo                | Scozia        | 65 × 92         | 1891      | W1277 |
|        | Covoni (crepuscolo, effetto di neve)   | Art Institute of Chicago      | Chicago                  | USA           | 65,3 × 100,4    | 1890-91   | W1278 |
|        | Covoni, effetto d'inverno              | Metropolitan Museum of Art    | New York                 | USA           | 65 × 92         | 1891      | W1279 |
|        | Covone, effetto di neve, il mattino    | Museum of Fine Arts (Boston)  | Boston                   | USA           | 65,4 × 92,4     | 1891      | W1280 |
|        | Covone, effetto de neve, tempo coperto | Art Institute of Chicago      | Chicago                  | USA           | 66 × 93         | 1890-91   | W1281 |
|        | Covone, tramonto, inverno              | collezione privata            |                          | Gran Bretagna | 65 × 82         | 1891      | W1282 |
|        | Covone                                 | Art Institute of Chicago      | Chicago                  | USA           | 65,6 × 92       | 1890-91   | W1283 |
|        | Covone, disgelo, crepuscolo            | Art Institute of Chicago      | Chicago                  | USA           | 64,9 × 92,3     | 1890-91   | W1284 |
|        | Il Covone                              |                               |                          |               | 65 × 92         |           | W1285 |
|        | Covone (sole nella nebbia)             | Minneapolis Institute of Art  | Minneapolis              | USA           | 65 × 100        | 1891      | W1286 |
|        | Covone, effetto di neve, sole          | collezione privata            |                          | Francia       | 65 × 92         |           | W1287 |
|        | Covone al sole                         | Kunsthaus di Zurigo           | Zurigo                   | Svizzera      | 60 × 100        | 1891      | W1288 |
|        | Covone, crepuscolo                     | Museum of Fine Arts (Boston)  | Boston                   | USA           | 73,3 × 92,7     | 1890-91   | W1289 |
|        | Covone al sole                         | collezione privata            |                          | Svizzera      | 73 × 92         | 1891      | W1290 |

### Monografie su Monet o sull'impressionismo
- (FR) Marianne Alphant, Une vie dans le paysage, in Claude Monet, collana Bibliothèque Hazan, Paris, Hazan, 2010,  pp. 482-503 (chapitre XXVIII, « Des meules, des peupliers »), ISBN 978-2-7541-0449-4.
- (FR) Jean Clay, Comprendre l'impressionnisme, Paris, Chêne, 1984,  pp. 84-85 (consacrées aux variations de cadrage des Meules), ISBN 978-2-85108-342-5.
- (FR) Gustave Geffroy, Claude Monet, sa vie, son temps, son œuvre, Paris, G. Grès, 1922,  pp. 89 (lettre de Monet du 7 octobre 1890). URL consultato il 7 aprile 2012.
- (FR) Karin Sagner-Düchting, Une fête pour les yeux, in Claude Monet 1840-1926, Cologne, Taschen, 1990,  pp. 158-161 (consacrées à la série des Meules de 1890-91), ISBN 978-3-8228-7082-2.
- (FR) Daniel Wildenstein, Monet ou le triomphe de l'impressionnisme, Cologne, Taschen, 2010,  pp. 244-247 (« Les premières Meules ») e pag. 273-275 (« Variations sur un thème, les Meules »), ISBN 978-3-8365-2322-6.
- (FR) Daniel Wildenstein, Monet ou le triomphe de l'impressionnisme. Catalogue raisonné - Werkverzeichnis Nos. 969–1595, vol. 3, Taschen/Wildenstein Institute, 1996, ISBN 978-3-8365-2322-6.

### Cataloghi
- (FR) Guy Cogeval, Sylvie Patin, Sylvie Patry, Anne Roquebert e Richard Thomson, Catalogue d’exposition (Paris, Grand Palais, 22 septembre 2010 – 24 janvier 2011), in Claude Monet 1840-1926, Paris, RMN/Musée d’Orsay, 2010,  pp. 260-268, Sylvie Patin, « Répétitions et séries » et pag. 32-47., Richard Thomson, « Un naturalisme d’émotivité, 1881-1891 »|isbn = 978-2-7118-5687-9

### Testimonianze storiche su Monet e suiCovoni
- (FR) Willem Gertrud Cornelis Bijvanck, Sensations de littérature et d'art, in Un Hollandais à Paris en 1891, Paris, Perrin, 1892,  pp. 175-178 (« Une impression »). URL consultato il 7 aprile 2012.
- Gustave Geffroy, Les Meules de Claude Monet : préface du catalogue de l'exposition de 22 toiles de M. Claude Monet, dans les galeries Durand-Ruel, du 5 mai au 20 mai 1891, Parigi, Dentu, La Vie artistique, 1892,  pp. 22-29.
- (FR) Wassily Kandinsky, et autres textes, 1912-1922, in Regards sur le passé, Paris, Hermann, 1974, ISBN 978-2-7056-5758-1.
- Octave Mirbeau, Claude Monet, L'Art dans les deux mondes, 7 marzo 1891,  pp. 183-185.
- (FR) Camille Pissarro, commentaires de Janine Bailly-Herzberg, in Correspondance de Camille Pissarro 1891-1894, Saint-Ouen-l'Aumône, Valhermeil, 1988, ISBN 978-2-905684-09-7.
- Louis Vauxelles, Chez les peintres : Un après-midi chez Claude Monet, L'Art et les artistes (SWF), 1905.
- Duc de Trévise, Le Pèlerinage de Giverny, in La Revue de l'Art ancien et moderne, LI, n. 282, gennaio 1927,  pp. 121-134.